# Yoo Sun
Wang Yoo-sun conocida artísticamente como Yoo Sun, es una actriz surcoreana.

## Biografía
Estudió en la Universidad Nacional de Artes de Corea (inglés: "Korea National University of Arts").

## Carrera
Fue miembro de la agencia Namoo Actors del 2012 al 2016.
Es conocida por el drama familiar My Too Perfect Sons, así como por las películas Black House, Moss, GLove y Don't Cry Mommy.
En noviembre del 2020 se unió al elenco de la serie Get Revenge (también conocida como "The Goddess of Revenge"), donde interpretó a Kim Tae-ohn, hasta el final de la serie el 17 de enero de 2021.
En marzo de 2021 se anunció que se había unido al elenco de la película Hello donde dará vida a Seo-jin, una madre soltera que extraña a su hija a quien perdió hace cinco años y que trabaja como voluntaria en la sala de cuidados paliativos para recuperarse de su dolor.
En abril de 2022 se unió al elenco de la serie Eve, donde interpreta a Han So-ra, la única e inestable hija del poderoso político Han Pan-ro, quien se casó con un miembro de la familia chaebol de LJ Group.

## Filmografía

### Series de televisión
| Año     | Título                                | Rol                                     | Red       | Ref.        |
| ------- | ------------------------------------- | --------------------------------------- | --------- | ----------- |
| 1999    | Hometown of Legends "Sang-sa-yo"      |                                         | KBS2      |             |
| 2001    | MBC Best Theater "An Incomplete Love" |                                         | MBC       |             |
| 2002    | The Shining Sunlight                  | Choi Joon-hee                           | MBC       |             |
| 2002    | The Great Ambition                    | Dan Ja-yeon                             | SBS       |             |
| 2003    | South of the Sun                      | Lee Min-joo                             | SBS       |             |
| 2004    | Into the Storm                        | Yoo Jin-kyung                           | SBS       |             |
| 2004    | Little Women                          | Jung Mi-deuk                            | SBS       |             |
| 2005    | Sweet Spy                             | Park Eun-joo                            | MBC       |             |
| 2006    | Singles Game                          | Han Young-eun                           | SBS       |             |
| 2007    | Lobbyist                              | Eva                                     | SBS       |             |
| 2007    | That Woman Is Scary                   | Choi Young-rim                          | SBS       |             |
| 2008    | General Hospital 2                    | Jang Shik-jin (invitada, episodios 3-4) | SBS       |             |
| 2008    | Terroir                               | Ahn Ji-sun                              | SBS       |             |
| 2009    | My Too Perfect Sons                   | Kim Bok-shil                            | KBS2      |             |
| 2012    | Take Care of Us, Captain              | Choi Ji-won                             | SBS       |             |
| 2012    | Horse Doctor                          | Jang In-joo                             | MBC       |             |
| 2013    | Drama Festival "Surviving in Africa"  | Kang Min-joo                            | MBC       |             |
| 2015    | Life Tracker Lee Jae-goo              | Song Yeon-hee                           | SBS       |             |
| 2015    | Sweet, Savage Family                  | Lee Do-kyung                            | MBC       |             |
| 2016-17 | Our Gap-soon                          | Shin Jae-soon                           | SBS       |             |
| 2017    | Criminal Minds                        | Na Na-Hwang                             | tvN       |             |
| 2018-19 | Clean with Passion for Now            | Secretaria Gwon                         | JTBC      |             |
| 2020-21 | Get Revenge                           | Kim Tae-ohn                             | TV Chosun |             |
| 2021    | Move to Heaven                        |                                         | Netflix   |             |
| 2022    | Eve                                   | Han So-ra                               | tvN       |             |
| 2023    | Queen of the Mask                     | Yoon Hae-mi                             | Channel A | [ 8 ] [ 9 ] |
| 2024    | Gangnam, bajos fondos                 | Shin Ji-hye                             | Disney+   |             |

### Cine
| Año  | Título                     | Papel                        | Notas        |
| ---- | -------------------------- | ---------------------------- | ------------ |
| 1999 | Mayonesa                   | Ara                          |              |
| 2000 | www.whitelover.com         | Ha-yan                       | Cortometraje |
| 2003 | El No                      | Hee-eun                      |              |
| 2004 | La Gran Estafa             | Jung In-sook                 |              |
| 2005 | La Peluca                  | Ji-hyeon                     |              |
| 2007 | Black House                | Shin Yi-hwa                  |              |
| 2007 | Moss                       | Lee Yeong-ji                 |              |
| 2011 | GLove                      | Na Joo-won                   |              |
| 2011 | Romántico Cielo            | Yeom Kyeong-ja               |              |
| 2012 | Historia De Nunca Acabar   | Je-soo                       |              |
| 2012 | Gabi                       | Sadako                       |              |
| 2012 | No Llores Mami             | Kim Yoo rim                  |              |
| 2015 | The Chosen: Forbidden Cave | Geum-joo                     |              |
| 2015 | Himalaya                   | Choi Seon-ho                 | Cameo        |
| 2015 | Nunca Dijo Adiós           | Soo Jung                     |              |
| 2017 | La Preparación             | Moon-kyeong                  |              |
| 2021 | Hello                      | Seo-jin                      |              |
| 2021 | Sweet & Sour               | CEO de empresa de ingeniería | [ 10 ]       |

### Variedad/radio show
| Año       | Título                                         | Red         | Notas              |
| --------- | ---------------------------------------------- | ----------- | ------------------ |
| 2001-2002 | Películas y Palomitas de maíz                  | KBS2        | Host               |
| 2003-2005 | Million Dollar Mystery                         | SBS         | Host               |
| 2009      | Fotógrafo                                      | QTV         | Host               |
| 2014      | Kim C's Music Show                             | KBS Cool FM | DJ especial        |
| 2015      | Real Men: Female Soldier Special - Temporada 3 | MBC         | miembro del elenco |

## Teatro
| Año  | Título                    | Papel    |
| ---- | ------------------------- | -------- |
| 2000 | Moskito                   |          |
| 2000 | Vamos Juntos              |          |
| 2008 | Ven a verme               |          |
| 2008 | Un Espectáculo de Títeres |          |
| 2008 | La Forma de las Cosas     | Se-kyung |

## Premios y nominaciones
| Año  | Premio                                       | Categoría                                   | Nominación               | Resultados |
| ---- | -------------------------------------------- | ------------------------------------------- | ------------------------ | ---------- |
| 2003 | SBS Drama Awards                             | mejor actriz de reparto                     | South of the Sun         | Ganadora   |
| 2004 | 41st Grand Bell Awards                       | mejor actriz de reparto                     | The Uninvited            | Nominada   |
| 2004 | SBS Drama Awards                             | nueva estrella                              | Little Women             | Ganadora   |
| 2004 | SBS Drama Awards                             | premio excelencia, Actriz de drama          | Into the Storm           | Ganadora   |
| 2005 | SBS Drama Awards                             | premio especial, categoría presentadora     | Million Dollar Mystery   | Ganadora   |
| 2007 | 28th Blue Dragon Film Awards                 | mejor actriz de reparto                     | Black House              | Nominada   |
| 2007 | SBS Drama Awards                             | premio excelencia, Actriz de drama          | That Woman Is Scary      | Ganadora   |
| 2008 | 2nd Korea Drama Awards                       | premio excelencia, Actriz                   | That Woman Is Scary      | Nominada   |
| 2009 | 17th Korean Culture and Entertainment Awards | premio excelencia, Actriz de drama          | My Too Perfect Sons      | Ganadora   |
| 2009 | KBS Drama Awards                             | mejor pareja junto a Lee Pil-mo             | My Too Perfect Sons      | Ganadora   |
| 2009 | KBS Drama Awards                             | premio excelencia, Actriz de drama          | My Too Perfect Sons      | Ganadora   |
| 2010 | 5th Asia Model Festival Awards               | premio estrella popular BBF                 | [NA]: {{{1}}}            | Ganadora   |
| 2010 | 31st Blue Dragon Film Awards                 | mejor actriz de reparto                     | Moss                     | Nominada   |
| 2011 | 32nd Blue Dragon Film Awards                 | mejor actriz de reparto                     | GLove                    | Nominada   |
| 2012 | SBS Drama Awards                             | premio excelencia, Actriz de drama especial | Take Care of Us, Captain | Nominada   |
| 2012 | MBC Drama Awards                             | premio alta excelencia, Actriz de drama     | Horse Doctor             | Nominada   |